# Zero-G
Zero-G, Inc (jap. 株式会社ゼロジー Kabushiki-gaisha Zerojī) – japońskie studio animacji z siedzibą w tokijskiej dzielnicy Suginami, założone w czerwcu 2011 przez reżysera Hiroshiego Negishiego.
Spółka jest niezależna od poprzedniego studia Negishiego, Zero-G Room, powstałego w 1991 roku, a następnie zamkniętego w 2001, po połączeniu się z Radix Ace Entertainment.

## Produkcje

### Seriale telewizyjne
| Tytuł                                                                 | Reżyser(zy)                    | Początek pierwszej emisji | Koniec pierwszej emisji | Liczba odcinków | Uwagi                                                                                          | Przypisy      |
| --------------------------------------------------------------------- | ------------------------------ | ------------------------- | ----------------------- | --------------- | ---------------------------------------------------------------------------------------------- | ------------- |
| Battery                                                               | Tomomi Mochizuki               | 14 lipca 2016             | 22 września 2016        | 11              | Na podstawie powieści autorstwa Atsuko Asano.                                                  | [ 2 ] [ 3 ]   |
| Piace: Watashi no Italian                                             | Hiroaki Sakurai                | 11 stycznia 2017          | 29 marca 2017           | 12              | Na podstawie mangi autorstwa Atsuko Watanabe.                                                  | [ 4 ]         |
| Tsugumomo                                                             | Ryōichi Kuraya                 | 3 kwietnia 2017           | 19 czerwca 2017         | 12              | Na podstawie mangi autorstwa Yoshikazu Hamady.                                                 | [ 5 ] [ 6 ]   |
| Dive!!                                                                | Kaoru Suzuki                   | 6 lipca 2017              | 21 września 2017        | 12              | Na podstawie powieści autorstwa Eto Mori.                                                      | [ 7 ] [ 8 ]   |
| Nil Admirari no tenbin                                                | Masahiro Takata                | 8 kwietnia 2018           | 24 czerwca 2018         | 12              | Na podstawie powieści wizualnej produkcji Otomate.                                             | [ 9 ] [ 10 ]  |
| Doreiku                                                               | Ryōichi Kuraya                 | 13 kwietnia 2018          | 29 czerwca 2018         | 12              | Na podstawie mangi zilustrowanej przez Hiroto Ōishiego. We współpracy z TNK.                   | [ 11 ] [ 12 ] |
| One Room sezon 2                                                      | Shinichirō Ueda                | 3 lipca 2018              | 25 września 2018        | 13              | Sequel One Room.                                                                               | [ 13 ] [ 14 ] |
| Grand Blue                                                            | Shinji Takamatsu               | 14 lipca 2018             | 29 września 2018        | 12              | Na podstawie mangi autorstwa Kenjiego Inoue.                                                   | [ 15 ] [ 16 ] |
| The Idolmaster SideM Wake Atte Mini!                                  | Mankyū                         | 9 października 2018       | 25 grudnia 2018         | 12              | Na podstawie mangi zilustrowanej przez Sumeragi. Spin-off The Idolmaster SideM.                | [ 17 ]        |
| Rinshi!! Ekoda-chan                                                   | Tomomi Mochizuki               | 8 stycznia 2019           | 26 marca 2019           | 12              | Na podstawie 4-panelowej mangi autorstwa Yukari Takinami. Tylko odcinek czwarty.               | [ 18 ]        |
| Na kocią łapę                                                         | Kaoru Suzuki                   | 9 stycznia 2019           | 27 marca 2019           | 12              | Na podstawie mangi autorstwa Minatsuki.                                                        | [ 19 ] [ 20 ] |
| Rikei ga koi ni ochita no de shōmei shite mita                        | Tōru Kitahata                  | 10 stycznia 2020          | 13 marca 2020           | 12              | Na podstawie mangi autorstwa Alifreda Yamamoto.                                                | [ 21 ] [ 22 ] |
| Tsugu Tsugumomo                                                       | Ryōichi Kuraya                 | 5 kwietnia 2020           | 21 czerwca 2020         | 12              | Sequel Tsugumomo.                                                                              | [ 23 ]        |
| One Room sezon 3                                                      | Shinichirō Ueda                | 5 października 2020       | 21 grudnia 2020         | 12              | Sequel 2. sezonu One Room.                                                                     | [ 24 ] [ 25 ] |
| Sankaku mado no sotogawa wa yoru                                      | Daiji Iwanaga Yoshitaka Yasuda | 3 października 2021       | 19 grudnia 2021         | 12              | Na podstawie mangi autorstwa Tomoko Yamashity.                                                 | [ 26 ] [ 27 ] |
| Rikei ga koi ni ochita no de shōmei shite mita r=1-sinθ               | Tōru Kitahata                  | 2 kwietnia 2022           | 18 czerwca 2022         | 12              | Sequel Rikei ga koi ni ochita no de shōmei shite mita.                                         | [ 28 ]        |
| Śnieżny chłopak i cool dziewczyna                                     | Mankyū                         | 4 stycznia 2023           | 22 marca 2023           | 12              | Na podstawie mangi autorstwa Miyuki Tonogayi. We współpracy z Liber.                           | [ 29 ]        |
| Isekai nonbiri nōka                                                   | Ryōichi Kuraya                 | 6 stycznia 2023           | 24 marca 2023           | 12              | Na podstawie light novel autorstwa Kinosuke Naito.                                             | [ 30 ]        |
| Konyaku haki sareta reijō wo hirotta ore ga, ikenai koto wo oshiekomu | Takashi Asami                  | 4 października 2023       | 20 grudnia 2023         | 12              | Na podstawie light novel autorstwa Sametarō Fukady. We współpracy z Digital Network Animation. | [ 31 ]        |
| Kaii to otome to kamikakushi                                          | Tomomi Mochizuki               | kwiecień 2024             | w produkcji             | nieznana        | Na podstawie mangi autorstwa Nujimy.                                                           | [ 32 ]        |

### ONA
| Tytuł                                | Reżyser(zy)      | Początek pierwszej emisji | Koniec pierwszej emisji | Liczba odcinków | Uwagi                                          | Przypisy      |
| ------------------------------------ | ---------------- | ------------------------- | ----------------------- | --------------- | ---------------------------------------------- | ------------- |
| Cinderella Girls Gekijō: Extra Stage | Mankyū           | 24 marca 2020             | 13 kwietnia 2021        | 48              | Sequel Cinderella Girls Gekijō: Climax Season. | [ 33 ]        |
| Zashiki warashi no Tatami-chan       | Rensuke Oshikiri | 10 kwietnia 2020          | 26 czerwca 2020         | 12              | Własna twórczość.                              | [ 34 ] [ 35 ] |
| High-Rise Invasion                   | Masahiro Takata  | 25 lutego 2021            | 25 lutego 2021          | 12              | Na podstawie mangi autorstwa Tsuiny Miury.     | [ 36 ]        |
| Lady Napoleon                        | Noriaki Akitaya  | w produkcji               | w produkcji             | 13              | Własna twórczość.                              | [ 37 ]        |

### OVA
| Tytuł                                | Reżyser(zy)     | Data premiery     | Liczba odcinków | Uwagi                                                  | Przypisy |
| ------------------------------------ | --------------- | ----------------- | --------------- | ------------------------------------------------------ | -------- |
| One Room sezon 2                     | Shinichirō Ueda | 30 listopada 2018 | 1               | Odcinek dołączony do wydania serii na Blu-ray.         | [ 38 ]   |
| The Idolmaster SideM Wake Atte Mini! | Mankyū          | 22 marca 2019     | 1               | Odcinek dołączony do specjalnej edycji mangi.          | [ 39 ]   |
| Tsugumomo                            | Ryōichi Kuraya  | 22 stycznia 2020  | 1               | Odcinek dołączony do specjalnej edycji 24. tomu mangi. | [ 40 ]   |

### Filmy
| Tytuł                        | Reżyser(zy)       | Data premiery    | Uwagi                                       | Przypisy |
| ---------------------------- | ----------------- | ---------------- | ------------------------------------------- | -------- |
| Kukuriraige: Sanseitai denki | Fumikazu Sato     | anulowana        | Własna twórczość.                           | [ 41 ]   |
| Bokura no yoake              | Tomoyuki Kurokawa | październik 2022 | Na podstawie mangi autorstwa Tetsuyi Imaia. | [ 42 ]   |